# Simulium loutetense
Simulium loutetense är en tvåvingeart som beskrevs av Jean Charles Marie Grenier och Ovazza 1951. Simulium loutetense ingår i släktet Simulium och familjen knott. Inga underarter finns listade i Catalogue of Life.